# ديكلان بلكينغتون
ديكلان بلكينغتون (بالإنجليزية: Declan Pilkington)‏ هو لاعب قذف أيرلندي، ولد في 1969 في Birr, County Offaly ‏ في جمهورية أيرلندا.